# Elektrokardiográfia

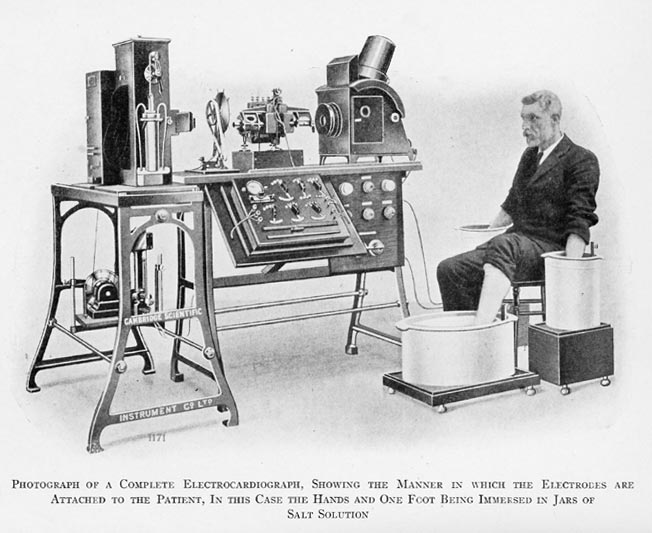
Willem Einthoven idejében az EKG vizsgálathoz a végtagokat sóoldatos tartályokban helyezték el

Az elektrokardiográfia (röviden EKG) egy non-invazív diagnosztikai eljárás, mely a szív működéséről ad hasznos információt, annak elektromos jelenségeit vizsgálja a szívizom összehúzódásakor keletkező elektromos feszültség változásainak regisztrálásával.
A szív összehúzódása elektromos inger hatására jön létre, amely normális esetben a szinuszcsomóból indul el, és a szív sajátságos ingerületvezető rostjain keresztül a szívizomsejtekhez jut. Ezt az elektromos ingerületet a test felszínére helyezett elektródokkal fel lehet jegyezni. Az EKG-hullám szabályos görbe, melynek egyedi sajátosságai vannak.
Az első EKG-gépet Augustus Waller alkotta a 19. század végén, amit Willem Einthoven holland fiziológus tökéletesített, aki ezért 1924-ben fiziológiai és orvostudományi Nobel-díjat kapott. A 20. század elején tett részletes megfigyelései a mai napig helytállnak.

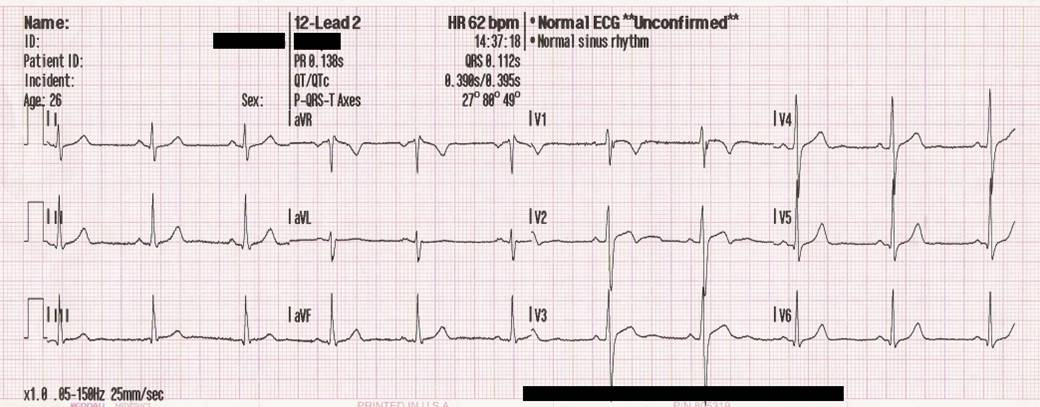
12 elvezetéses EKG, egy 26 éves egészséges férfiről

Egy normális EKG-hullám animációja

## Célja
Az EKG segít megállapítani, hogy a szív ritmusosan ver-e, normálisan terjed-e az akciós potenciál. Elemezni lehet általa a szív ritmusát, az ingerület kiindulásának helyét, az ingerületvezetés sebességét, a szívizom vastagságát, a szívizom esetleges vérellátási zavarát, következtetni lehet esetleges tüdőembóliára.

## Az EKG-vizsgálat
EKG-vizsgálat során a szív elektromos aktivitásán keresztül következtetnek a szív állapotára. Úgynevezett végtagi és mellkasi elektródákból gyűjti össze az elektromos jeleket az EKG-gép. A végtagi elektródák a frontális sík tengelyeit, míg a mellkasi elektródákból a horizontális sík elektromos tengelyeit jelenítik meg. Négy végtagi és hat mellkasi elektródát használnak, amelyek közül a négy végtagról elvezetett információból az EKG-készülék 6 elvezetést készít (I, II, III, aVF, aVR és aVL), a hat mellkasi elektróda pedig hat különböző elvezetésnek számít (V1, V2, V3, V4, V5 és V6). Minden elvezetés különböző szögből látja a szívet. Az így készült 12 elvezetéses EKG éppen elfogadható számú irányból ad információt a szívről ahhoz, hogy átfogó képet kapjunk a szív elektromos működéséről. Ha kutatási célból részletesebb képre van szükség a szívről, gyakran használnak 100 elvezetést is.

## Az EKG-görbe

Egy EKG görbe

Egységes, nemzetközi megállapodás alapján, az EKG-n észlelt hullámok nevei: P, Q, R, S, T és U. Minden hullám a szív egy meghatározott részének depolarizációját (elektromos kisülést) vagy repolarizációját (elektromos újratöltődést) jelenti.
- P-hullám (pitvari hullám): pozitív amplitúdójú (1–2 mm), az ingerület pitvari terjedésének felel meg (pitvarokra vonatkozik, időtartama 0,06-0,11 másodperc.
- P–Q távolság: átvezetési idő a pitvar és kamra között, időtartama 0,12-0,2 s.[1]
- QRS-komplex (kamrai hullám): a kamrák depolarizációját jelöli (gyors lefolyású), kis negatív Q-hullámból (nem mindig észlelhető), magas pozitív R-hullámból (kamraizomzat fő tömegének ingerületbe jutása, amplitúdója 10 mm) és negatív S-hullámból áll. Ez idő alatt megy végbe a kamra teljes munkaizomzatának depolarizációja. Időtartama 0,06-0,12 s, amiből 0,03 s az interventricularis septum depolarizációja, 0,055 s a jobb kamra és 0,068 s a bal kamra depolarizációja.
- ST-szakasz: a kamrák lassú repolarizációs szakasza
- T-hullám: elnyújtott közepes amplitúdójú hullám, a kamrák teljes repolarizációját jelzi, időtartama 0,20 s.
- Q-T távolság: kamraizomzat depolarizációjának és repolarizációjának együttes időtartama. A kalibrált távolság (QTc) nem lehet 0,36 s-nál rövidebb és 0,44 s-nál hosszabb. (0,36< <0,44 s)
- U-hullám: eredete bizonytalan, de jelezheti az interventricularis septum repolarizációját vagy a kamrák lassú újratöltődését. Időtartama 0,1-0,2 s.

## Szívritmus, sinusritmus
A szívritmus biztonságos azonosításához egy hosszabb EKG-csíkon kell vizsgálni a szívverések számát egy kiválasztott elvezetésben, mely általában a II-es elvezetés. A legtöbb modern EKG-készülék automatikusan készít ritmuscsíkot, amelyet a 12-elvezetéses EKG aljához csatol. A ritmuszavarok általában akkor válnak nyilvánvalóvá, ha legalább 12 vagy több egymást követő komplexust vizsgálunk.
A szinuszritmus a normál szívritmus, melyben a sinuatrialis csomó  (szinuszcsomó, SA-csomó, Keith-Flack-csomó) természetes pacemakerként működik, frekvenciája 60-100 szívösszehúzódás/perc.
A sinusritmus jellemzői a következők:
- a szívverések száma: 60-100/perc
- a P-hullám felfelé irányul a II-es elvezetésben és lefelé az aVR-ben
- mindegyik P-hullámot QRS-komplexum követ.

## Ritmuszavarok

### Sinuatrialis ritmusok
- sinusbradycardia – a szívfrekvencia 43/perc, a P-hullámok felfelé irányulnak a II-es elvezetésben és minden P-hullámot QRS-komplexum követ.
- sinustachycardia – a szívfrekvencia 150-180/perc, a P-hullámok felfelé irányulnak a II-es elvezetésben, és minden P-hullámot QRS-komplexum követ.
- sinusarrhythmia – a szívfrekvencia a kilégzés alatt 75/perc, a belégzés alatt pedig 90/perc. Sportolóknál és 40 év alattiaknál gyakori és veszélytelen.
- sick sinus szindróma – gyűjtőfogalom, amelyben a betegnél a következő eltérések bármelyike vagy mindegyike fennállhat:
  - sinusbradycardia
  - sinusműködés leállása (sinus arrest) – egy P-hullám nem jelentkezik az EKG-n, az ezt követő P-hullám pedig nem jelenik meg a várt helyen.
  - sinuatrialis blokk – egy P-hullám nem jelentkezik az EKG-n, az ezt követő P-hullám pedig a várt helyen jelentkezik.
  - tachy-brady szindróma – a sick sinus szindrómában fellépő bradycardiára válaszul gyakran jelentkezik tachycardia.

### Pitvari ritmusok
- pitvari tachycardia – abban különbözik a sinustachycardiától, hogy az impulzusok ectópiás gócban keletkeznek valahol a pitvar myocardiumában, a sinuscsomón kívül, tehát a pitvari depolarizáció nem szabályos úton történik. Jellemzői: a szívfrekvencia 125/perc, a P-hullámok szabálytalan alakúak.
- pitvari flutter (pitvarlebegés) – magas pitvari frekvencia keletkezik, ami az EKG-n jellegzetes „fűrészfogképet” mutat, melyet a flutter vagyis az "F"-hullámok hoznak létre. A flutter hullámok frekvenciája akár 300/perc is lehet. Az AV-csomó nem tudja tartani ezt a magas frekvenciát, és ilyenkor AV-blokk alakul ki. Ha a pitvari frekvencia 300/perc, a kamrai frekvencia 100/perc = 3:1 AV-blokk. Előfordulhat 2:1, 4:1 vagy változó fokú blokk is.
- pitvarfibrilláció – alapja az egész pitvarban előforduló gyors, kaotikus depolarizáció, amelynek oka számtalan aktivációs „hullámocska”, több pitvari góc. Nem láthatóak P-hullámok az EKG-n, melynek alapvonala alacsony amplitúdójú oszcillációkból áll, ezeket nevezzük fibrillációs vagy "f"-hullámoknak. Annak ellenére, hogy az AV-csomóhoz 350-600 impulzus érkezik percenként, csak 120-180 éri el a kamrákat, és vált ki QRS-komplexumokat. Az impulzusok átjutása az AV-csomón szabálytalan, ezért a kamrai ritmus szabálytalanul szabálytalanná, vagyis „irregulárisan irreguláris”-sá válik. A szabálytalan pitvari depolarizáció ahhoz vezet, hogy nem jön létre hatásos pitvari kontrakció, ez csökkenti a kamrai telődést. A pitvarfibrilláció a szívteljesítmény 10-15%-os csökkenéséhez vezethet. Lehet paroxysmalis (spontán megszűnő), tartós vagy állandósult pitvarfibrilláció.
- atrioventricularis (AV) junctionalis ritmusok
- atrioventricularis (AV) re-entry tachycardiák – akkor alakulhatnak ki, ha az AV-csomó mellett a pitvarok és a kamrák között egy másik kapcsolat is fennáll. A két út jelenléte azt a lehetőséget teremti meg, hogy az impulzusok az egyiken lefelé (anterográd vezetés), a másikon pedig vissza, felfelé haladnak (retrográd vezetés). Egy ismétlődő impulzuskör alakul ki, amelyben az ingerület a két pályán körözve gyors sorozatban újraaktiválja a pitvarokat és a kamrákat. A számfeletti kapcsolat lehet accessoricus pálya, vagy lehet kettős AV nodalis pálya: az AV-csomótól anatómiailag elkülönült az accessoricus pálya, ugyanakkor az AV-csomón belül elhelyezkedő, egymástól elektromosan elkülönült két pálya a kettős AV nodalis pálya. Jellemzői: a szívverések száma 130-250/perc, egy QRS-komplexumra 1 P-hullám jut (bár a P-hullámok nem láthatóak mindig tisztán), a QRS-komplexumok rendszeresek, de keskenyek.

### Kamrai ritmusok
- kamrai tachycardia – keletkezésének oka re-entry kör vagy egy kamrai góc fokozott automáciája. Az epizódok maguktól leállhatnak, lehetnek hosszantartóak (30 másodpercnél tovább tart) vagy kamrafibrillációba mehetnek át. Jellemzői: a kamrai frekvencia több mint 120/perc, széles QRS-komplexumok.
- accelerált idioventricularis ritmus – a kamrai tachycardia lassú formája. Általában akut szívizominfarktusban látható. Jellemzői: széles QRS-komplexumok, a szívfrekvencia 60/perc.
- torsades de pointes – a kamrai tachycardia szokatlan változata, mely hosszú QT-intervallummal jár. Bizonyos antiarrhythmiás gyógyszeres kezelés alatt, az elektrolit-háztartás zavaraiban és örökletes (herediter) szindrómákban fordulhat elő. Jellemzői: széles komplexusú tachycardia, amelyben a szívfrekvencia akár 270/perc is lehet, a QRS-komplexumok tengelyállása változó.
- kamrafibrilláció – gyorsan halálhoz vezető arrhythmia, gyors diagnózisra és kezelésre van szükség. Leggyakrabban akut szívizominfarktusban látható. Az EKG-n kaotikus kamrai aktivitásként jelentkezik. Hibásan asystoliának is nézhető.

### Vezetési zavarok
- sinuatrialis (SA-) blokk – a sinuatrialis csomó szabályosan depolarizálódik, de az impulzus nem éri el a pitvarokat. A P-hullám nem jelenik meg a várt helyen, de a következő általában pontosan, időben jelentkezik. „Pót”-ritmusok jelenhetnek meg.
- atrioventricularis (AV) blokk – három súlyossági fokra osztható fel:
  - I. fokú AV-blokk: az impulzus lassabban terjed, így meghosszabbodik a PQ-szakasz. A pulzusszám normális marad, kezelést általában nem igényel.
  - II. fokú AV-blokk: egyes impulzusok nem érik el a kamrákat, mivel a PQ-szakasz fokozatos hosszabbodása miatt az egyik P-hullám nem vezetődik át. Két típusa van:
    - Mobitz I / Wenckebach (ritkán maradnak ki ütések), az AV-csomó betegségét jelzi.
    - Mobitz II / Hay (minden második-harmadik ütés kimarad), az ingerületvezető (His-Purkinje) rendszer betegségét jelzi. Gyakran okoz panaszokat.

  - III. fokú AV-blokk: nincs átvezetés a pitvarok és a kamrák között, ezek egymástól teljesen függetlenül működnek, a QRS komplexum junctionalis vagy kamrai escape ritmusból ered
- szárblokk – lehet bal vagy jobb oldali; teljes, illetve nem teljes. Néha a bal szár két (elülső és hátulsó) ágából csak az egyik érintett, ezeknek bármilyen variációja lehetséges. A jobb és a bal szár együttes blokkja a III. fokú AV-blokknak felel meg, mert az impulzusok nem érik el a kamrák izomzatát. „Pót”-ritmusok jelenhetnek meg. Jellemzőit - a "WilliaM MorroW" név segít megjegyezni: a bal Tawara-szár blokkjában a QRS-komplexum a V1-elvezetésben úgy néz ki, mint a "W", a V6-ban pedig mint az "M" (WilliaM); teljes bal Tawara-szár blokkban QRS > 0,12 s; a jobb Tawara-szár blokkjában a QRS-komplexum a V1-elvezetésben úgy néz ki, mint az "M", a V6-ban pedig mint a "W" (MorroW); teljes jobb Tawara-szár blokkban QRS > 0,12 s.

### „Pót”-ritmusok (escape)
A szív biztonsági hálói, kisegítő pacemakerei, melyek átveszik a vezérlést, ha a normál impulzusgerjesztés vagy impulzusvezetés nem működik; nem szabad őket elnyomni, ehelyett ki kell deríteni, hogy miért alakultak ki.
- atrioventricularis (AV) junctionalis „pót”-ritmus – akkor jelentkezik ha a SA-csomó működése leáll vagy az impulzusok nem jutnak el az AV-csomóba. Jellemzői: a szívfrekvencia 40-60/perc, a P-hullámok fordítottak (retrográd) vagy hiányoznak, a QRS-komplexumok morfológiája ugyanolyan (esetleg keskenyek).
- kamrai „pót”-ritmus – akkor keletkezik, ha az AV junctionalis „pót”-ritmusok nem működnek, vagy ha impulzusai gátlódnak. Jellemzői: a szívfrekvencia 15-40/perc, a P-hullámok hiányoznak, a keletkező QRS-komplexumok szélesek.

### Ectopiás ritmusok (extrasystolék vagy korai (premature) szívösszehúzódás)
- pitvari ectopiák – általában átvezetődnek a kamrákba és QRS-komplexum is kialakul. Jellemzői: a P-hullámok a vártnál előbb jelentkeznek, a P-hullámok szabálytalan alakúak.
- atrioventricularis (AV) junctionalis ectopiák – retrográd úton aktiválhatják a pitvarokat is, ebben az esetben a P-hullámok fordítottak lesznek. Attól függően hogy az elektromos impulzus a kamrákat vagy a pitvarokat éri el először, a P-hullámok állhatnak a QRS-komplexum előtt, után vagy közben. Jellemzői: a QRS-komplexum a vártnál előbb jelenik meg és keskeny.
- kamrai ectopiák – retrográd vezetés felléphet, ami negatív P-hullámokat eredményezhet. Széles QRS-komplexumokat hoznak létre.
- bigeminia – akkor jelentkezik, ha minden normál szívösszehúzódást egy ectopia követ.

### Aszisztólia
Szívmegálláskor a szívben nincs elektromos aktivitás, az EKG-n egyenes vonal látható.